# 京急デチ15・16形電車
デチ15・16形電車（デチ15・16がたでんしゃ）は、1988年（昭和63年）12月に登場した京浜急行電鉄の事業用電動無蓋貨車。

## 概要
自動ブレーキ (AMM-R) 装備車を全廃し、ブレーキ性能を統一してATSを改良するため、デワ40形・チ60形の置き換え用として1000形の廃車発生部品を活用し新造された。1989年（平成元年）までにデチ15 - 18の4両が製造されたが、配給車の需要減少により2003年（平成15年）・2006年（平成18年）に救援車化改造を受けデト17・18形デト15 - 18に改番された。母体となった1000形が全廃されたため、2010年度に1500形VVVF化改造で発生した部品などを活用した機器の更新が行われた。
当形式の登場により、電動貨車のデワ40形4両（デワ41 - 44）とチ60形2両（チ61・62）が廃車された。限流値を引き下げ、起動加速度は1000形より低い2.7km/h/sとなっている。

## 車体
重量物運搬のため魚腹式台枠を採用。前面非貫通折妻三枚窓構成の運転台、6人分の座席、窓1枚をもつ有蓋室がデチ15形の浦賀寄り、デチ16形の品川寄りに設けられたが、長尺物運搬のため荷台部分を広く取る必要性から、有蓋部分はデト11・12形より短くなっている。また、パンタグラフ、列車無線アンテナ搭載のため屋根が荷台部分に1,600mm延長されている。有蓋室は黄色に塗装され、窓下に赤い帯が巻かれる。有蓋室のない部分は荷台とされ、資材積み下ろし用にチ60形から転用したホイストクレーンを搭載している。台枠は有蓋室と同じ黄色に塗装されている。有蓋室の荷台側妻面には荷台に出るための扉、投光器が設けられた。最大積載量18.0t。デチ15形に電動発電機・空気圧縮機などの補機類と列車無線アンテナを、デチ16形にパンタグラフ・主制御器を搭載する。デト15形の車両番号の位置は、デト11・12形よりもやや低い位置になっている。

## 主要機器
- 集電装置 : 東洋電機製造製PT-43系菱形パンタグラフ[12]
- 台車 : TS-310A (15・16)[4]、TS-310B (17・18)[13]（東急車輛製造製、コイルばね、鋼板溶接ウイングばね式）[13]
- 主制御器 : 電動カム軸抵抗制御方式、東洋製ACDF-H875-566B[11]
- 主電動機 : 東洋製TDK-815-A（デチ15・16）[4]、TDK-810/6H（デチ17・18）(75kW)[11]
- 駆動方式・歯車比 : 中空軸撓み板式軸型継手、77:14 (5.5)[5]
- 補助電源装置 : 三菱電機製 MG-131 (AC 7.5kVA)[11]
- 制動方式 : 電磁直通ブレーキ (HSC-D)[3]
- 空気圧縮機 : レシプロ式（A-2、吐出量700l/min）[11]

デチ15・16には1988年（昭和63年）廃車のデハ1097・1098、デチ17・18には同年廃車のデハ1017・1018と1989年廃車のデハ1001・1004の部品が活用されている。

## 改造工事
登場後、各種の改造が行われている。

### 制御器交換
デチ18の主制御器は1998年5月20日付で、デチ16の主制御器は2000年4月6日付でACDF-H875-703Bに変更された。

### デト17・18形への改造
2003年3月にレール運搬を専用の機械で行うことが増え、稼働率が低下したデチ17・18を救援車に改造、デト17・18形デト17・18に改番した。ホイストクレーンを撤去、荷台にデト11形などと同様のあおり戸を設け、救援資材の入った箱を搭載した。2006年（平成18年）3月にデチ15・16にも同様の改造が行われ、デト17・18形デト15・16となった。

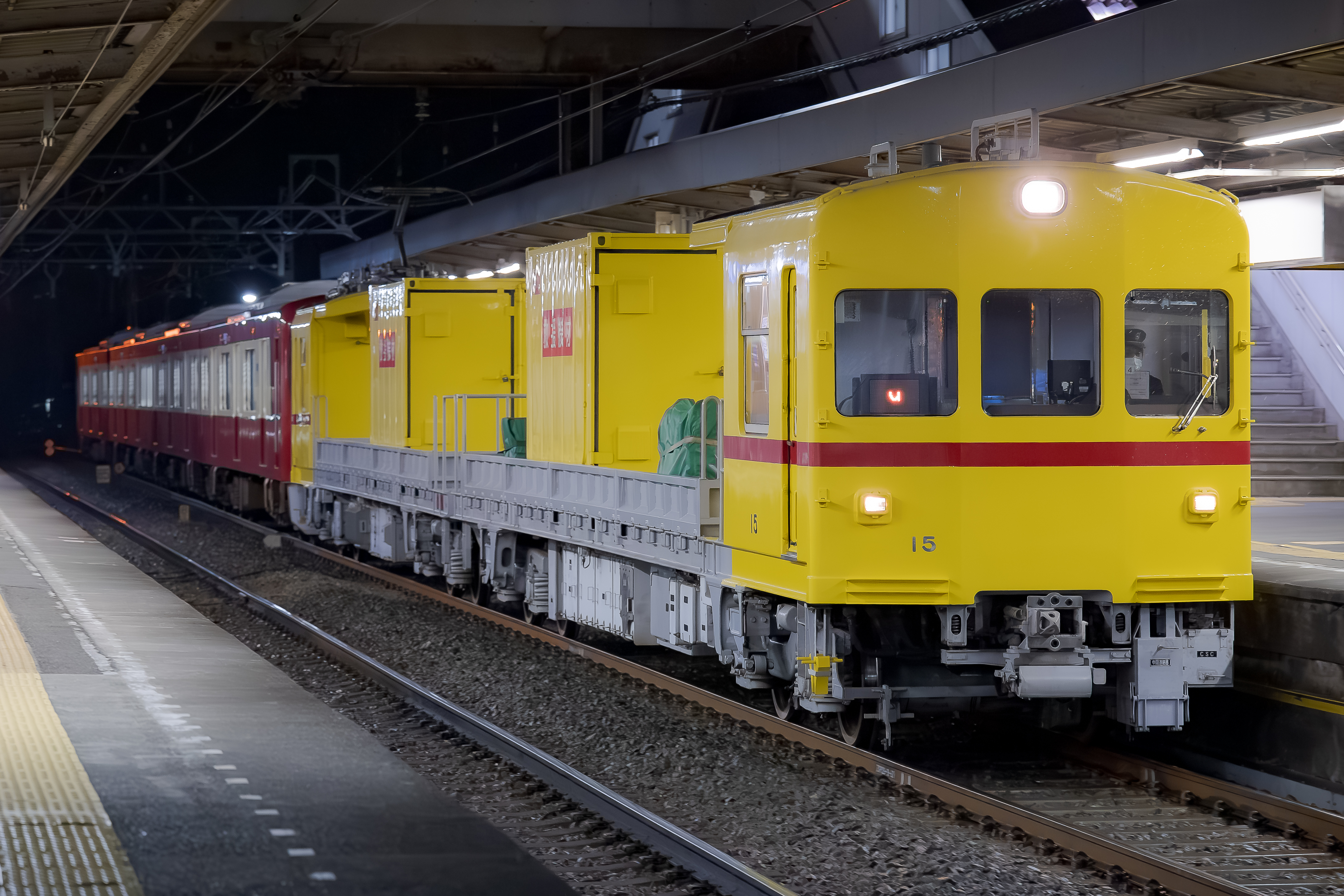
界磁チョッパ制御に改造後のデト15-16と1000形1894編成の回送列車。

### 界磁チョッパ制御化改造
2010年（平成22年）6月にデト17・18、2011年（平成23年）3月にデト15・16に運転取扱、使用機器の統一、省令改正への対応のための機器更新工事が施工された。前灯形状が変更され、偶数番号車運転台から設定する運行番号表示器を設置、運転台・荷室に冷暖房が搭載されたほか、運転台は800形タイプのワンハンドルマスコンとなった。改造後の主な使用機器は以下の通り。
- 集電装置 : 東洋電機製造製PT-7117-Aシングルアームパンタグラフ[17]
- 台車 : TH-1500M（車体直結空気ばね乾式ゴム入り円筒案内方式）[16][17]
- 主制御器 : 回生制動式電動カム軸界磁チョッパ方式、東洋製AS-786-B-M[17]
- 主電動機 : 東洋製TDK-8700-A (100kW)[17]
- 駆動方式・歯車比 : TD継手式平行カルダン[17]、82:15 (5.47)[21]
- 補助電源装置 : 三菱電機製 NC-SAT30A[17]
- 制動方式 : 回生制動併用電気指令式電磁直通空気制動 (MBS-R)[17]
- 空気圧縮機 : ロータリー式（AR-2[16][17]、吐出量2000l/min[22]）